# Куженерський район
Кужене́рський район (рос. Куженерский район, марій. Кужэҥер кундем) — адміністративна одиниця Республіки Марій Ел Російської Федерації.
Адміністративний центр — селище міського типу Куженер.

## Населення
Населення району становить 12847 осіб (2019, 14556 у 2010, 16210 у 2002).

## Адміністративно-територіальний поділ
На території району 1 міське та 8 сільських поселень:
| Поселення                         | Площа, км² | Населення, осіб (2002) | Населення, осіб (2010) | Населення, осіб (2019) | Центр       | Населені пункти |
| --------------------------------- | ---------- | ---------------------- | ---------------------- | ---------------------- | ----------- | --------------- |
| Куженерське міське поселення      | 44,22      | 5961                   | 5426                   | 4928                   | Куженер     | 4               |
| Іштимбальське сільське поселення  | 76,20      | 881                    | 768                    | 653                    | Іштимбал    | 8               |
| Русько-Шойське сільське поселення | 144,55     | 1622                   | 1367                   | 1170                   | Руські Шої  | 10              |
| Салтак'яльське сільське поселення | 163,66     | 688                    | 698                    | 614                    | Салтак'ял   | 7               |
| Токтайбеляцьке сільське поселення | 66,16      | 1023                   | 855                    | 728                    | Токтайбеляк | 13              |
| Тум'юмучаське сільське поселення  | 98,10      | 1554                   | 1263                   | 1073                   | Тум'юмучаш  | 14              |
| Шорсолинське сільське поселення   | 69,47      | 819                    | 797                    | 731                    | Шорсола     | 7               |
| Шудумарське сільське поселення    | 92,39      | 1571                   | 1537                   | 1384                   | Шой-Шудумар | 11              |
| Юледурське сільське поселення     | 98,08      | 2091                   | 1845                   | 1566                   | Юледур      | 16              |

## Найбільші населені пункти
Найбільші населені пункти з чисельністю населення понад 1000 осіб:
| № | Населений пункт | Населення, осіб (2002) | Населення, осіб (2010) |
| - | --------------- | ---------------------- | ---------------------- |
| 1 | Куженер         | 5 869                  | 5 384                  |